# Richard Pischel
Richard Pischel, född 18 januari 1849 i Breslau, död 27 december 1908 på resa i Madras i Indien, var en tysk indolog. 
Pischel blev efter studier bland annat i Breslau och Berlin filosofie doktor 1870 på en dissertation med titeln De Kālidāsæ Çākuntali recensionibus ("Om kritiken av Kalidasas Shakuntala"). Pischel, som var lärjunge till Adolf Friedrich Stenzler, blev efter vistelse i London och Oxford privatdocent i Breslau 1874, extra ordinarie professor i sanskrit och jämförande indoeuropeisk språkforskning i Kiel 1875, ordinarie professor 1877. Han kallades till Halle an der Saale 1885 som professor i sanskrit (från 1900 även rektor) och till Berlin (som Albrecht Friedrich Webers efterträdare) 1902. Mellan 1886 och 1902 var han direktor och bibliotekarie för Deutsche Morgenländische Gesellschaft.  
Pischel var en av sin tids främsta sanskritister; särskilt viktiga är hans arbeten rörande prakritdialekterna. Bland hans arbeten kan nämnas De Kālidāsæ Çākuntali recensionibus (1870), De grammaticis prācriticis (1874), Kālidāsa’s Çākuntalā. The Bengali Recension with Critical Notes (1877), Hemacandras Grammatik der Prākritsprachen (två band, 1877–80), The Assalāyanasuttam. Pāli and English (1880), The Deçināmamālā of Hemacandra (I, 1880), The Theri-Gāthā (1883), Rudrata’s Çrngāratilaka and Ruyyaka’s Sahrdayalilā. With an Introduction and Notes (1886), Vedische Studien (I–III, tillsammans med Karl Friedrich Geldner, 1889–1900), Beiträge zur Kenntniss der deutschen Zigeuner (1894), Die Hofdichter des Laksmanasena (samma år), Zur Kenntniss des Apabhramca (1902), Grammatik der Prākritsprachen (i Georg Bühlers "Grundriss der indo-arischen Philologie", I. 8, 1900), Buddha (andra upplagan av Heinrich Lüders, 1910); många uppsatser i "Zeitschrift der deutschen morgenländischen Gesellschaft", "Göttingische gelehrte Anzeigen", "Göttingische Nachrichten", "Sitzungsberichte der köninglichen preussischen Akademie der Wissenschaften",
"Kuhns und Schleichers Beiträge", "Bezzenbergers Beiträge", "Kuhns Zeitschrift", o.s.v.